# Philippe André Martel
Pour les articles homonymes, voir Martel.
 Philippe André Martel, né le 21 juillet 1771 à Rives (Isère), mort le 6 septembre 1849 à Lyon (Rhône), est un général français de la Révolution et de l’Empire.

## Biographie
Son père, Joseph Martel, est un notaire de la ville. Philippe André est son quatrième enfant, et son père le destine à la carrière militaire. Après ses études à l'école militaire, il entre en service le 13 novembre 1791, comme lieutenant au 4e bataillon de volontaires de l’Isère. 
Il fait la campagne de Savoie en 1792, puis celle des Alpes, et il se trouve en 1793 au siège de Toulon où il rencontre Napoléon Bonaparte, alors capitaine d'artillerie. Il est ensuite incorporé avec son bataillon dans la 46e demi-brigade d’infanterie de ligne le 27 février 1794. Il participe ainsi aux campagnes d’Italie de 1794 à 1799. Il reçoit son brevet de capitaine le 17 aout 1796, et en novembre 1797, il est adjoint à l’état-major de la 5e division militaire, dite de Lombardie en Italie. Il est fait prisonnier de guerre à Turin le 21 juin 1799, par l'armée russe de Souvorov et emmené en Autriche.
Libéré le 6 mars 1801, il devient aide de camp du général Fiorella le 10 juillet suivant, et en 1802, il suit ce dernier en Italie. Il est promu chef d’escadron le 24 mars 1804, et en 1805, il occupe les fonctions de chef d’état-major de la division Fiorella. De 1806 à 1808, il est affecté à l’armée de Dalmatie commandée par le duc de Raguse, comme chef d’état-major du général Laurisson, puis du général Clauzel. Le 2 février 1807, il est nommé adjudant-commandant, et en 1809, il rejoint l’armée d’Italie comme chef d’état-major de la division Severoli. Le 15 avril à la Bataille de Sacile il marche à la tête du 1er régiment de ligne italien, et au moment où ce régiment charge à la baïonnette un ennemi très supérieur en nombre, qui menace les positions françaises, il reçoit un coup de feu qui lui fracasse le sinus frontale, et la balle étant restée dans la tête, ce n’est que 50 jours plus tard que l’on parvient à l’extraire. Il est fait chevalier de la Légion d’honneur le 30 mai 1809. 
À peine rétabli, il sert de nouveau comme chef d’état-major du général Vial, commandant l’expédition du Tyrol, pays alors insurgé en faveur de l’Autriche. Le prince Eugène lui donne le commandement du département du Haut-Adige, qu’il conserve jusqu’à la fin de 1810, époque où il est rappelé à Milan pour occuper les fonctions de chef d’état-major de la 1re division militaire.
Il est promu général de brigade au service de l’Italie le 11 juillet 1811, et il prend le commandement du département du Taglamento. En février 1812, il retourne prendre la direction du département du Haut-Adige, devenu important par le passage des troupes qui se rendaient à la Grande Armée. Le 1er juillet 1812, il est affecté comme commandant de la 1re brigade de la 2e division active qui s’organisait à Ancône.
En 1813, il fait la campagne d’Allemagne à la tête de la 1re brigade de la division Fontanelli. Il combat à Lützen le 2 mai et à Bautzen les 20 et 21 mai. Le 6 septembre, il est à l’avant-garde du 4e corps à la bataille de Dennewitz, et il est blessé d’un coup de feu dans le bras gauche. Le 3 octobre, il se trouve à Wartembourg et le 16 octobre, à la bataille de Leipzig. Il est fait officier de la Légion d’honneur et créé baron de l’Empire le 24 octobre 1813. Le 30 octobre il participe à la bataille de Hanau, et il est fait prisonnier au passage de la Kinzig avec un de ses aides de camp qui venait d’être grièvement blessé. 
De retour en France en 1814, il est confirmé dans son grade de général de brigade le 30 décembre 1814. Mis en non activité pendant la première restauration, il reprend du service le 29 avril 1815, au 6e corps de l’armée d’observation du Jura, où il commande la 2e brigade de la division du général Abbé. Il est mis en non activité le 1er août 1815. Il est fait chevalier de Saint-Louis le 14 avril 1818, et compris comme disponible le 1er avril 1820. Il est admis à la retraite le 1er décembre 1824. Il obtient une pension de 3 900 francs à compter du 1er janvier 1825
Il meurt le 6 septembre 1849, à Lyon.